# Ermesinda od Bigorre
Doña Ermesinda od Bigorre (aragonski: Ermisenda de Bigorra) (1015. – 1. 12. 1049.) bila je prva kraljica Aragonije, prva supruga kralja Ramira I. Njezino rodno ime je Gisberga (aragonski: Chisberga) ili Gerberga.
Njezin je otac bio lord Bernard Rogerije, grof Bigorre (sin Rogerija I. od Carcassonnea). On je oženio Garsendu od Bigorre, koja je rodila Gisbergu, a ona je uzela drugo ime nakon udaje.
Gisberga se udala 22. kolovoza 1036. godine te je mužu rodila djecu. Bili su zajedno 13 godina.
Ramiro i Gisberga-Ermesinda su bili roditelji Don Sanča Ramíreza. On je bio očev nasljednik. Druga djeca Ramira i Ermesinde:
- Don García Ramírez (biskup)
- Doña Terezija (Teresa)
- Doña Uraka (Urraca)
- Doña Sanča Aragonska[6] (Sancha)